# 罗樾
罗樾（英語：Max Loehr，1903年12月4日—1988年9月16日)是一位德国裔美国汉学家，艺术史家，1960-1974年间任哈佛大学东方艺术史教授，是研究中国古代青铜器、玉器、绘画的权威之一。

## 生平
1903年出生于德意志帝国开姆尼茨，1931年进入慕尼黑大学学习远东艺术，师从路德维希·巴赫霍芬，1936年获得博士学位，随后任职于巴伐利亚州立民族学博物馆负责亚洲藏品。1940年罗樾前往北京就读于中德研究所，随后任清华大学副教授。1949年返回慕尼黑任旧职，两年后前往美国任密歇根大学教授。1960年起任哈佛大学东亚艺术教授直至1974年退休。1983年获得美国史密森尼学会颁发的查尔斯·朗·弗利尔奖章。
1988年逝世于美国新罕布什尔州纳舒厄，享年84岁。

## 贡献
罗樾是中国古代艺术史研究的权威之一，曾在这一领域出版八部著作及大量学术论文。他也是汉学家高居翰和罗伯特·贝格利的老师。他在古代艺术品断代中所采用的风格学分析方法（得益于其老师海因里希·沃尔夫林）备受推崇。例如他在1953年发表的一篇论文中就采用了这种方法分析安阳出土的青铜器，尽管当时其他学者多根据青铜器的主题来判断年代，但后来的考古发现证明罗樾是正确的。
罗樾在其论文《中国画的阶段与内容》中开启了中国画断代的现代研究，他将中国绘画史划分为三个阶段：汉代至南宋的“再现性艺术”，元代以后的“超再现性艺术”，和明清时期的“历史性东方（或称艺术史的）艺术。

## 著作
- Chinese Landscape Woodcuts: From an Imperial Commentary to the Tenth-Century Printed Edition of the Buddhist Canon (1968) Harvard University Press.
- Ritual Vessels of Bronze Age China (1974) New York: Asia Society Inc.
- The Great Painters of China (1980) Oxford: Phaidon Press.